# کارول گروسمان

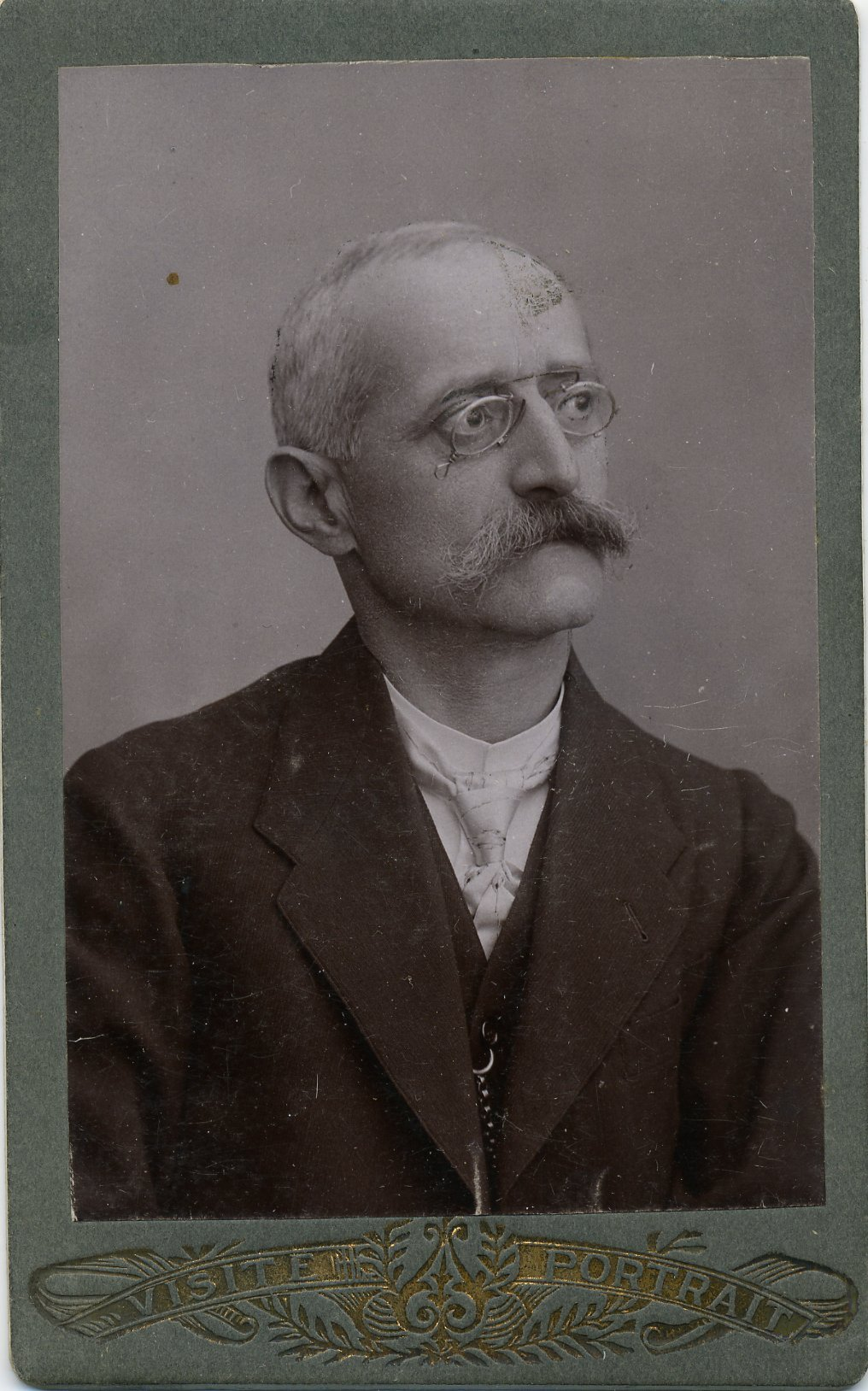
کارول گروسمان

کارول گروسمان (انگلیسی: Carol Grossmann)، (۲۷ اکتبر ۱۸۶۴–۳ اوت ۱۹۲۹) یک فیلم‌ساز پیشگام در امپراتوری اتریش-مجارستان بود.
او که در شهر یووتومر وکیل دعاوی بود در سال ۱۹۰۵ اولین فیلم تاریخ سینمای اسلوونی را تولید کرد. این فیلم کوتاه که در شهر یووتومر ساخته شده بود هم‌اکنون در موزه شهرداری این شهر محفوظ است. نام این اثر خروج جرم از یووتومر است.
گروسمان ۲ فیلم دیگر عشق لووتومر (۱۹۰۵) و باغ خانوادگی (۱۹۰۶) در کارنامه فیلم‌سازی‌اش دارد. او پدر سینمای اولیه اسلوونی شناخته می‌شود.